# Saut à ski aux Jeux olympiques de 1988
Pour des articles plus généraux, voir Saut à ski aux Jeux olympiques et Jeux olympiques d'hiver de 1988.
Navigation
Sarajevo 1984 Albertville 1992
Les épreuves de saut à ski aux Jeux olympiques d'hiver de 1988 ont lieu du 14 au 24 février 1988 dans le Parc national olympique du Canada, à Calgary au Canada.
Cette épreuve marque l'apparition du saut avec le ski en V, mais aussi celle du sauteur anglais Eddie "The Eagle" Edwards qui devint célèbre par la suite grâce à sa double dernière place. Cet évènement sera le sujet du film Eddie the Eagle (2016).

## Podiums
| Épreuves                                       | Or                                                                     | Argent                                                           | Bronze                                                                            |
| ---------------------------------------------- | ---------------------------------------------------------------------- | ---------------------------------------------------------------- | --------------------------------------------------------------------------------- |
| Tremplin normal individuel résultats détaillés | Matti Nykänen (FIN)                                                    | Pavel Ploc (TCH)                                                 | Jiří Malec (TCH)                                                                  |
| Grand tremplin individuel résultats détaillés  | Matti Nykänen (FIN)                                                    | Erik Johnsen (NOR)                                               | Matjaž Debelak (YUG)                                                              |
| Grand tremplin par équipe résultats détaillés  | Finlande Ari-Pekka Nikkola Matti Nykänen Tuomo Ylipulli Jari Puikkonen | Yougoslavie Primož Ulaga Matjaž Zupan Matjaž Debelak Miran Tepeš | Norvège Ole Christian Eidhammer Jon Inge Kjørum Ole Gunnar Fidjestøl Erik Johnsen |

## Résultats

### Tremplin normal individuel
L'épreuve individuelle sur tremplin normal a lieu le 14 février.
| Place | Nation          | Athlète          | Points |
| ----- | --------------- | ---------------- | ------ |
| 1er   | Finlande        | Matti Nykänen    | 229.1  |
| 2e    | Tchécoslovaquie | Pavel Ploc       | 212.1  |
| 3e    | Tchécoslovaquie | Jiří Malec       | 211.8  |
| 4e    | Yougoslavie     | Miran Tepeš      | 211.2  |
| 5e    | Tchécoslovaquie | Jiří Parma       | 203.8  |
| 6e    | Autriche        | Heinz Kuttin     | 199.7  |
| 7e    | Finlande        | Jari Puikkonen   | 199.1  |
| 8e    | Suède           | Staffan Tällberg | 198.1  |

### Grand tremplin individuel
L'épreuve individuelle sur grand tremplin a lieu le 23 février.
| Place | Nation               | Athlète          | Points |
| ----- | -------------------- | ---------------- | ------ |
| 1er   | Finlande             | Matti Nykänen    | 224.0  |
| 2e    | Norvège              | Erik Johnsen     | 207.9  |
| 3e    | Yougoslavie          | Matjaž Debelak   | 207.7  |
| 4e    | Allemagne de l'Ouest | Thomas Klauser   | 205.1  |
| 5e    | Tchécoslovaquie      | Pavel Ploc       | 204.1  |
| 6e    | Autriche             | Andreas Felder   | 203.9  |
| 7e    | Canada               | Horst Bulau      | 197.6  |
| 8e    | Suède                | Staffan Tällberg | 196.6  |

### Grand tremplin par équipe
L'épreuve par équipe sur grand tremplin a lieu le 24 février.
| Place | Nation               | Athlète                                                                   | Points |
| ----- | -------------------- | ------------------------------------------------------------------------- | ------ |
| 1er   | Finlande             | Matti Nykänen Ari-Pekka Nikkola Tuomo Ylipulli Jari Puikkonen             | 634.4  |
| 2e    | Yougoslavie          | Primož Ulaga Matjaž Zupan Matjaž Debelak Miran Tepeš                      | 625.5  |
| 3e    | Norvège              | Ole Christian Eidhammer Jon Inge Kjørum Ole Gunnar Fidjestøl Erik Johnsen | 596.1  |
| 4e    | Tchécoslovaquie      | Ladislav Dluhoš Jiří Malec Pavel Ploc Jiří Parma                          | 586.8  |
| 5e    | Autriche             | Ernst Vettori Heinz Kuttin Günther Stranner Andreas Felder                | 577.6  |
| 6e    | Allemagne de l'Ouest | Andreas Bauer Peter Rohwein Thomas Klauser Josef Heumann                  | 559.0  |
| 7e    | Suède                | Per-Inge Tällberg Anders Daun Jan Boklöv Staffan Tällberg                 | 539.7  |
| 8e    | Suisse               | Gérard Balanche Christoph Lehmann Fabrice Piazzini Christian Hauswirth    | 516.1  |

## Médailles
| Rang | Nation                                          | Or | Argent | Bronze | Total |
| ---- | ----------------------------------------------- | -- | ------ | ------ | ----- |
| 1er  | Finlande                                        | 3  | 0      | 0      | 3     |
| 2e   | Tchécoslovaquie                                 | 0  | 1      | 1      | 2     |
| 2e   | République fédérative socialiste de Yougoslavie | 0  | 1      | 1      | 2     |
| 2e   | Norvège                                         | 0  | 1      | 1      | 2     |